# Sabrina Heuer-Diakow
Sabrina Heuer-Diakow (* 28. Dezember 1979 in Hagen) ist eine deutsche Sprecherin.

## Leben
Heuer-Diakow ist ausgebildete Fachinformatikerin und studierte von 1999 bis 2002 Germanistik und Frankoromanistik an der Bergischen Universität Wuppertal. 2002 begann sie als Freie Mitarbeiterin bei Radio Ennepe Ruhr, 2005 auch bei Radio Wuppertal und Radio RSG. Parallel wirkte sie als Sprecherin an Hörspiel- und Hörbuchproduktionen mit. Seit 2010 wohnt Heuer-Diakow in Hamburg. Dort arbeitet sie unter anderem als Synchronsprecherin bei Studio Hamburg und wirkt als Off-Stimme bei der Action-Spielshow 17 Meter auf Pro 7 mit. Seit 2012 ist sie die Stationvoice des Rundfunksenders 89.0 RTL.
Zusammen mit ihrem Ehemann Tobias Diakow ist sie Gründerin und Leiterin des Verlags Froschtatze Media. Der Verlag ist spezialisiert auf CDs und Bücher für Kinder und Jugendliche.

## Auszeichnungen
Heuer-Diakow gewann im Rahmen ihrer Tätigkeit bei Radio Wuppertal im Jahr 2005 den Hörfunkpreis der Landesanstalt für Medien Nordrhein-Westfalen in der Kategorie Projekt/Serie.

## Sprechrollen (Auswahl)

### Film
- 2009: Summer Wars, für Eiko Hanazawa als Noriko Jinnouchi
- 2010: Meteor Apocalypse, für Amanda Jaros als McKenzie
- 2011: The Loneliest Planet, für Hani Furstenberg als Nica (Hauptrolle)
- 2013: Dreamkeeper (2003), für Teneil Whiskeyjack als Quill Mädchen (Synchronisation 2013)

### Hörspiel
- 2010–2011: Piet Scholle (4 Folgen) als Norma Nilpferd – Regie: Christian Mörken (Gerth Medien, Asslar).
- 2009–2012: Die drei !!! (3 Folgen) (Europa).[2]

## Hörbuch
- Claire Bouvier: Das Lied der weißen Wölfin. Lübbe Audio, Köln 2012, ISBN 978-3-7857-4650-9 (6 CDs, 397 Min.)
- Silvia Helene Henke: Totenmaske. Lübbe Audio, Köln 2013, ISBN 978-3-7857-4915-9  (6 CDs, 469 Min.)